# José María Gómez (escritor)
José María Gómez es un escritor argentino.

## Trayectoria
José María Gómez nació en Pueblo Andino (Santa Fe), Argentina. Es regisseur egresado del Instituto Superior de Arte del Teatro Colón y Lic. en Gestión Educativa (Universidad CAECE). En el año 2007 recibió el Primer Premio de Novela del Fondo Nacional de las Artes por su novela Los putos. Primera parte: El comisario (editada en el año 2008 por el sello “mr” del Grupo Editorial Planeta). En el año 2012 La anábasis fue finalista del Premio Clarín de Novela. Los marianitos. Una novela policial obtuvo una mención especial en el Premio Internacional de Novela Letra Sur y fue publicada por El cuenco de plata (2014). La fusión. Memorias de oficina recibió el Segundo Premio de Novela del Fondo Nacional de las Artes (2013) y ha sido editada por la editorial Interzona. En el año 2017 el sello Eldeseo editorial publicó "El cine de los sábados" (primera mención honorífica del Fondo Nacional de las Artes/2010)) y "Los violaditos" en el año 2018. En el año 2021 Saraza editorial publicó "La felicidad" y "Paraísos perdidos". Lengua Suelta ediciones publicó "La voluntad de los cuerpos", en el año 2024. Obtuvo el Premio Municipal de Literatura de la ciudad de Buenos Aires (bienio 2014/2015) por su novela "La fusión. Memorias de oficina".

## Obras

### Teatro
- El ángel (1993)

### Novelas publicadas
- Los putos (2008)[1]
- Los marianitos, una novela policial (2014)
- La fusión, Memorias de oficina (2015)
- El cine de los sábados (2017)
- Los violaditos (2018)
- La felicidad
- Paraísos perdidos
- Otra novela policial
- La voluntad de los cuerpos